# Lepanthes fimbriata
Lepanthes fimbriata är en orkidéart som beskrevs av Oakes Ames. Lepanthes fimbriata ingår i släktet Lepanthes och familjen orkidéer. Inga underarter finns listade i Catalogue of Life.